# Dla naiwnych marzycieli
Dla naiwnych marzycieli – szósty album studyjny polskiej piosenkarki Ani Dąbrowskiej. Wydawnictwo ukazało się 4 marca 2016 nakładem wytwórni muzycznej Sony Music Entertainment Poland.
Album jest utrzymany w stylu muzyki pop i składa się z wersji standardowej (1 CD) oraz z edycji limitowanej (2 CD). Płyta zadebiutowała na 1. miejscu polskiej listy sprzedaży – OLiS. Wydawnictwo uzyskało status potrójnie platynowej płyty w Polsce, przekraczając próg 90 tysięcy sprzedanych egzemplarzy.
Promocję Dla naiwnych marzycieli rozpoczęto w listopadzie 2015, wraz z premierą pierwszego promującego singla – „Nieprawda”. 4 marca 2016 wydany został drugi singel, „W głowie”. We wrześniu wydano utwór – „Poskładaj mnie”.
W marcu 2016 wydawnictwo uzyskało nominację do nagrody polskiego przemysłu fonograficznego Fryderyka w kategorii Utwór roku („Nieprawda”), a także w 2017 w kategoriach: Utwór roku („W głowie”) i Album roku pop. Ostatecznie piosenkarka wygrała w kategorii albumowej.

## Lista utworów
Opracowano na podstawie materiału źródłowego.
| Nr  | Tytuł utworu             | Słowa                           | Muzyka                         | Długość |
| --- | ------------------------ | ------------------------------- | ------------------------------ | ------- |
| 1.  | „Nieprawda”              | Anna Dąbrowska, Dagmara Melosik | Anna Dąbrowska                 | 3:28    |
| 2.  | „Gdy nic nie muszę”      | Anna Dąbrowska                  | Anna Dąbrowska                 | 4:04    |
| 3.  | „Bez Ciebie”             | Anna Dąbrowska                  | Anna Dąbrowska, Jan Smoczyński | 3:57    |
| 4.  | „Nie patrzę”             | Anna Dąbrowska                  | Anna Dąbrowska                 | 3:45    |
| 5.  | „Naiwny marzyciel”       | Anna Dąbrowska                  | Anna Dąbrowska, Jan Smoczyński | 3:33    |
| 6.  | „W głowie”               | Anna Dąbrowska, Martyna Melosik | Anna Dąbrowska                 | 3:25    |
| 7.  | „Poskładaj mnie”         | Anna Dąbrowska                  | Anna Dąbrowska, Robert Cichy   | 3:50    |
| 8.  | „Oddycham”               | Anna Dąbrowska                  | Anna Dąbrowska                 | 5:24    |
| 9.  | „Staraj się nie czuć”    | Anna Dąbrowska                  | Anna Dąbrowska, Jan Smoczyński | 3:52    |
| 10. | „I’m Trying to Fight It” | Anna Dąbrowska, Marc Bianchi    | Anna Dąbrowska                 | 2:42    |
|     |                          |                                 |                                | 38:00   |

| Dla naiwnych marzycieli (Limited Version) | Dla naiwnych marzycieli (Limited Version)           | Dla naiwnych marzycieli (Limited Version) | Dla naiwnych marzycieli (Limited Version)        | Dla naiwnych marzycieli (Limited Version) |
| Nr                                        | Tytuł utworu                                        | Słowa                                     | Muzyka                                           | Długość                                   |
| ----------------------------------------- | --------------------------------------------------- | ----------------------------------------- | ------------------------------------------------ | ----------------------------------------- |
| 1.                                        | „W głowie” (Acoustic)                               | Anna Dąbrowska, Martyna Melosik           | Anna Dąbrowska                                   |                                           |
| 2.                                        | „Nieprawda” (Acoustic)                              | Anna Dąbrowska, Dagmara Melosik           | Anna Dąbrowska                                   |                                           |
| 3.                                        | „Nie patrzę” (Acoustic)                             | Anna Dąbrowska                            | Anna Dąbrowska                                   |                                           |
| 4.                                        | „W głowie” (Remix – Olek „Czarny HIFI” Kowalski)    | Anna Dąbrowska, Martyna Melosik           | Anna Dąbrowska                                   |                                           |
| 5.                                        | „Constant Dreamer”                                  | Anna Dąbrowska                            | Anna Dąbrowska, Jakub Galiński                   |                                           |
| 6.                                        | „Hold On”                                           | Anna Dąbrowska, Martyna Melosik           | Anna Dąbrowska, Marcin Ułanowski                 |                                           |
| 7.                                        | „I’m Trying Not To...” (Demo „Staraj się nie czuć”) | Anna Dąbrowska                            | Anna Dąbrowska                                   |                                           |
| 8.                                        | „Znam na pamięć dalszy ciąg”                        | Dagmara Melosik, Martyna Melosik          | Dagmara Melosik, Martyna Melosik, Anna Dąbrowska |                                           |

## Pozycja na liście sprzedaży
| Kraj   | Lista (2016)              | Najwyższa pozycja |
| ------ | ------------------------- | ----------------- |
| Polska | Oficjalna Lista Sprzedaży | 1                 |

| Kraj   | Lista (2016)                    | Pozycja |
| ------ | ------------------------------- | ------- |
| Polska | Związek Producentów Audio-Video | 4       |
| Kraj   | Lista (2017)                    | Pozycja |
| Polska | Związek Producentów Audio-Video | 8       |

## Certyfikat
| Kraj          | Certyfikat         | Sprzedaż |
| ------------- | ------------------ | -------- |
| Polska (ZPAV) | 3× platynowa płyta | 90 000+  |